# Amalasuntha
Amalasuntha (ca. 494–535) was van 526 tot 535 heerser over het Ostrogotische koninkrijk. Aanvankelijk regeerde zij als koningin-regentes namens haar zoon, Athalarik. Na zijn voortijdige overlijden werd zij koningin.
Amalasuntha behoorde tot de eerste generatie Gothen die geboren en getogen waren op Italiaanse bodem. Haar levensstijl aan het hof in Ravenna was gebaseerd op die van een Romeinse prinses, inclusief een klassieke Romeinse opvoeding. Procopius en Cassiodorus prezen haar dan ook om haar wijsheid en beheersing van drie talen: Gotisch, Latijn en Grieks.
Haar status als onafhankelijke vorstin en haar pro-Romeinse denkbeelden zorgden echter voor spanningen met de Gotische edelen. Slechts zes maanden na haar kroning werd zij verbannen en uiteindelijk vermoord. De Oost-Romeinse keizer Justinianus I gebruikte haar dood als een casus belli om Italië binnen te vallen en de Gotische oorlog te beginnen.

## Familie
Amalasuntha werd waarschijnlijk geboren tussen het einde van 494 en 497 in Ravenna. Zij was de enige dochter uit het huwelijk van Theodorik de Grote en zijn vrouw Audofleda, de zus van Clovis, koning van de Franken. Via haar vader stamde Amalasuntha af van de prestigieuze Amal-dynastie, een bloedlijn met Gotische en Germaanse wortels.
Net als haar vader werd zij in 515 om politieke redenen uitgehuwelijkt. Haar echtgenoot was Eutharik Cilliga, een Visigotische prins uit de Amal-dynastie. Dit huwelijk moest zorgen voor een legitieme troonopvolger en het samenbrengen van de Visigotische en Ostrogotische volkeren. Het paar kreeg twee kinderen: Athalarik en Mathesuntha.
Eutharik stierf onverwachts in 522, wat leidde tot een dynastieke crisis, aangezien Theodorik geen volwassen mannelijke erfgenaam had. Terwijl Theodorik op zijn sterfbed lag, benoemde hij Athalarik tot zijn opvolger. Bij Theodoriks dood in 526 was Athalarik echter pas tien jaar oud. Amalasuntha nam het regentschap op zich en regeerde in naam van haar zoon.

## Heerschappij

### Koningin-regent
In de eerste jaren van haar regentschap herstelde Amalasuntha de relaties met zowel de Romeinse Senaat als de Katholieke Kerk, die in de laatste jaren van Theodorik sterk waren verslechterd. Ze stuurde ook een delegatie naar keizer Justinus in Constantinopel om de diplomatieke banden te verbeteren. Daarnaast initieerde ze een bouwprogramma waarbij verschillende katholieke kerken werden opgericht. Ze gaf bovendien de geconfisqueerde eigendommen van de families van Boëthius en Symmachus, die door haar vader in beslag waren genomen, terug.
Amalasuntha moest al snel namens haar zoon ingrijpen in het zuiden van het koninkrijk om de provincie Sicilië financieel te ondersteunen. Een hongersnood, gecombineerd met de verplichting om graan te leveren aan de rest van het koninkrijk, had de regio zwaar getroffen. De belastingverlaging die ze instelde was noodzakelijk, maar ze moest ook optreden tegen de graaf van Syracuse, de Goot Gildila, die weigerde in te grijpen tegen corrupte praktijken waarbij voedselprijzen werden gemanipuleerd. Amalasuntha bestreed daarnaast speculanten die goederen goedkoop opkochten en tegen exorbitante prijzen doorverkochten, waardoor voedsel alleen nog toegankelijk was voor de allerrijksten.
Volgens Procopius eiste de Gotische adel dat Athalarik werd opgevoed volgens Gotische tradities, terwijl Amalasuntha hem juist een Romeinse opvoeding gaf. Haar pro-Romeinse voorkeuren zorgden voor spanningen met de Gotische aristocratie. Rond 529 ontving ze in Ravenna een delegatie van Gotische edelen die eisten dat haar zoon een traditionele Gotische militaire opleiding zou krijgen.
Rond 530 brak een oorlog uit tussen de Ostrogoten en de Gepiden. Deze laatste, gesteund door de Herulen en met goedkeuring van keizer Justinianus, probeerden Pannonia Secunda en de stad Sirmium op de Goten te veroveren. De Gotische troepen onder leiding van Witiges versloegen de Gepiden en vielen hun gebied binnen, waarbij ze per ongeluk de Oost-Romeinse stad Gratiana plunderden. Amalasuntha trok de troepen terug om verdere escalatie te voorkomen en beloonde Witiges door hem te benoemen tot zwaarddrager van Athalarik.
In 532 kwam Amalasuntha een complot tegen haar op het spoor. Om haar positie te versterken, liet ze drie Gotische edelen verbannen naar verschillende delen van het koninkrijk. De verbannenen bleven echter samenzweren, waardoor ze besloot hen te laten vermoorden. Voor de zekerheid stuurde ze boodschappers naar Constantinopel om keizer Justinianus te vragen of hij haar politiek asiel zou bieden als het complot zou mislukken. De keizer stemde toe en liet een paleis gereedmaken in Dyrrhachium, maar de moorden waren succesvol en Amalasuntha annuleerde haar vluchtplannen.
Amalasuntha ondersteunde in 533 keizer Justinianus tijdens zijn oorlog tegen de Vandalen in Noord-Afrika. Ze stond toe dat Sicilië werd gebruikt als uitvalsbasis en voorzag het Oost-Romeinse leger van logistieke steun. Na de nederlaag van de Vandalen gaf ze opdracht het fort Lilybaeum op Sicilië te heroveren. Dit fort was tot 500 in handen van de Ostrogothen geweest, waarna het als bruidschat werd geschonken aan de Vandalen. Justinianus erkende de hernieuwde claim echter niet en begon diplomatieke onderhandelingen. Officieel ging dit over Lilybaeum, maar in het geheim herhaalde de keizer zijn aanbod om Amalasuntha asiel te verlenen.
Rond dezelfde tijd kreeg Amalasuntha te maken met problemen binnen de koninklijke familie. Haar neef Theodahad misbruikte zijn positie in Toscane door landerijen onrechtmatig op te eisen. Toen een delegatie van Toscaanse landeigenaren bij Amalasuntha aanklopte, liet zij een onderzoek instellen. Uit wrok begon Theodahad geheime onderhandelingen met Justinianus, waarbij hij Toscane wilde verkopen in ruil voor het patriciaat en asiel in Constantinopel. Uiteindelijk werd Theodahad schuldig bevonden en gedwongen de landerijen terug te geven.

### Koningin
In 534 eindigde Amalasuntha’s regentschap door de dood van haar zoon Athalarik, die bezweek aan een combinatie van overmatig alcoholgebruik en ziekte, mogelijk diabetes. Hierna regeerde Amalasuntha korte tijd alleen. Om haar macht te behouden, benoemde ze haar neef Theodahad tot koning, op voorwaarde dat hij de titel zou dragen zonder werkelijke macht uit te oefenen. Deze machtsverdeling strookte echter niet met Gotische tradities.

### Val
Theodahad, nog steeds verbitterd over het proces dat Amalasuntha tegen hem had gevoerd, verzette zich tegen haar pro-Romeinse beleid. Hij maakte gebruik van de onvrede onder de Goten om haar macht te ondermijnen en wist de steun te winnen van de families van de drie vermoorde edelen. Na een reeks oproeren waarbij enkele van haar aanhangers werden vermoord, liet Theodahad Amalasuntha gevangennemen en verbannen naar het eiland Martana in het Meer van Bolsena.

## Dood
Uit angst voor een reactie van keizer Justinianus dwong Theodahad Amalasuntha een brief te schrijven waarin zij verklaarde goed behandeld te worden in gevangenschap. Justinianus stuurde zijn ambassadeur Peter de Patriciër naar Ravenna met de opdracht Amalasuntha’s vrijlating te bewerkstelligen, maar deze kwam te laat. In mei 535 werd Amalasuntha vermoedelijk vermoord door aanhangers van de drie Gotische edelen terwijl zij in bad zat.
Hoewel Theodahad ontkende betrokken te zijn bij de moord, werden de daders wel met alle egards behandeld. Zodra Peter in Ravenna arriveerde, zocht hij een audiëntie met Theodahad, waarin hij de koning informeerde dat de Oost-Romeinen ten oorlog zouden trekken.
Sommige bronnen suggereren dat keizerin Theodora een rol speelde in de moord op Amalasuntha. Procopius beweert dat Theodora haar als een potentiële bedreiging voor haar eigen positie beschouwde en via Justinianus' gezant Peter de Patriciër met Theodahad zou hebben samengespannen. Moderne historici achten dit echter onwaarschijnlijk en zien de moord eerder als een strategische zet in het belang van Justinianus, aangezien deze een legitieme aanleiding voor oorlog bood.

## Trivia
Asteroïde 650 Amalasuintha, ontdekt in 1907, is naar haar vernoemd.
Achiulf · Alatheus · Athalarik  · Andag · Amalasuntha · Athanarik · Erarik · Ermanarik · Ildibad · Odotheus . Radegast · Safrax · Teia · Theodahad · Theodorik de Grote · Theodorik de Oudere · Thiudimir · Totila · Valamir · Videricius · Vidimir · Vithimiris · Witiges
1. ↑  Ook bekend als Amalasuintha, Amalasuentha of Amalaswintha.
2. ↑  Vitiello, Massimiliano (2017). Amalasuintha: The Transformation of Queenship in the Post-Roman World. University of Pennsylvania Press, p. 44. ISBN 9780812249477.
3. ↑  Cassiodorus (2022). The Letters of Cassiodorus: Being a Condensed Translation of the Variae Epistolae of Magnus Aurelius Cassiodorus Senator. Good Press, p. 279.
4. 1 2 3 4  The Project Gutenberg eBook of Procopius' History of the Wars, Books V And VI: The Gothic War, by Procopius (2007). Geraadpleegd op 23-12-2024.
5. 1 2 3  Evans, James A. (2011). The Power Game in Byzantium: Antonina and the Empress Theodora. Bloomsbury Publishing, p. 97-98. ISBN 9781441140784.
6. ↑  Vitiello (2017). Amalasuintha: The Transformation of Queenship in the Post-Roman World, p. 43.
7. ↑  Burns, Thomas S.  (1982). Theodoric the Great and the concepts of power in late antiquity. Acta Classica: Proceedings of the Classical Association of South Africa.  Vol. 25. No. 1.
8. 1 2  Jordanes, The Project Gutenberg eBook of The Origin and Deeds of the Goths, by active 6th century Jordanes (2005). Geraadpleegd op 23-12-2024.
9. ↑  Vitiello (2017). Amalasuintha: The Transformation of Queenship in the Post-Roman World, p. 42.
10. ↑  Vitiello (2017). Amalasuintha: The Transformation of Queenship in the Post-Roman World, p. 90.
11. ↑  Vitiello (2017). Amalasuintha: The Transformation of Queenship in the Post-Roman World, p. 102.
12. 1 2  Amory, Patrick (2003). People and Identity in Ostrogothic Italy, 489-554. Cambridge University Press, p. 155-158. ISBN 0521526353.
13. ↑  Vitiello (2017). Amalasuintha: The Transformation of Queenship in the Post-Roman World, p. 104-105.
14. ↑  The Project Gutenberg eBook of History of the Wars, Books III and IV (of 8), by Procopius (2005). Geraadpleegd op 21-12-2024.
15. 1 2 3 4  Italy and Her Invaders • Book IV Chapter 16.. Geraadpleegd op 2022-12-2024.
16. ↑  Vitiello (2017). Amalasuintha: The Transformation of Queenship in the Post-Roman World, p. 127.
17. ↑  Cassiodorus. The Letters of Cassiodorus: Being a Condensed Translation of the Variae Epistolae of Magnus Aurelius Cassiodorus Senator., p. 261.
18. ↑  The Project Gutenberg eBook of The Secret History of the Court of Justinian, by Procopius (2004). Geraadpleegd op 23-12-2024.
19. ↑  Asteroid Amalasuntha | Space Reference. Geraadpleegd op 22-12-2024.